# Lingua croata
Il croato (nome nativo: hrvatski jezik, AFI: [xř̩ʋaːtskiː]) è un idioma slavo riconosciuto come lingua ufficiale da Croazia, Bosnia ed Erzegovina, Montenegro ed Unione Europea; si tratta di una delle quattro varietà standardizzate della lingua serbo-croata.

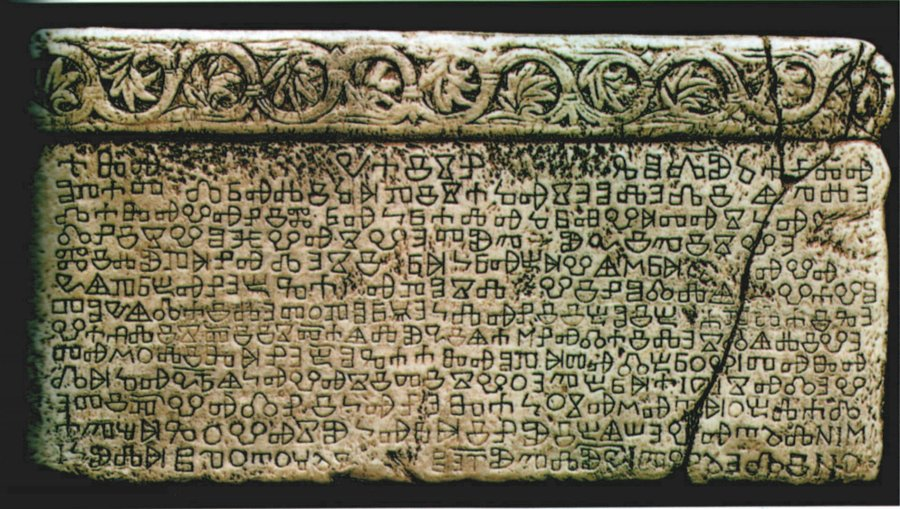
Lapide di Bescanuova in lingua croata, Bescanuova (1000-1100)

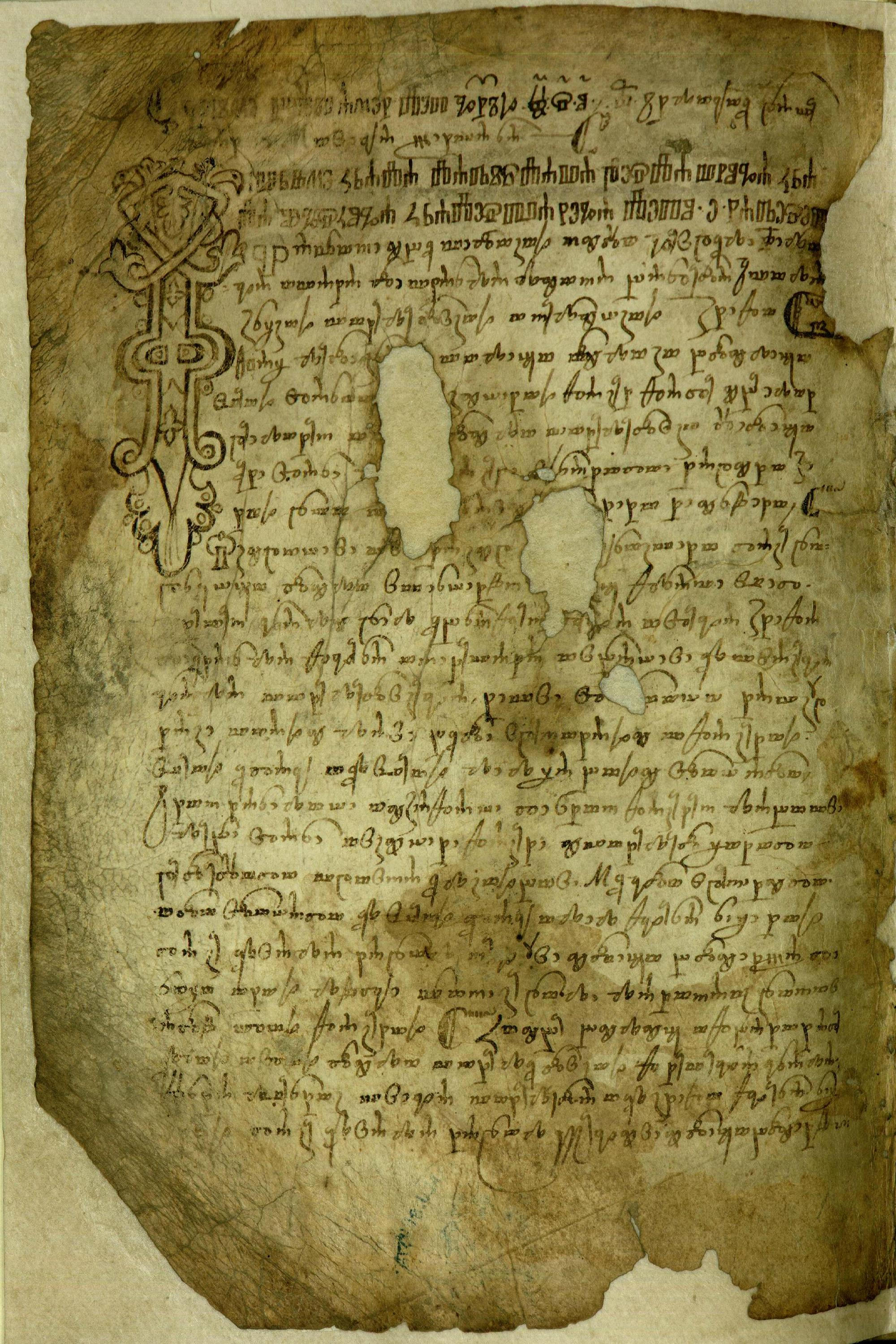
Codice di Vinodol in lingua croata (1200)

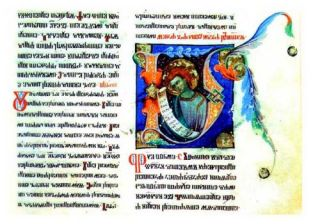
Il messale del duca Novak in lingua croata (1368)

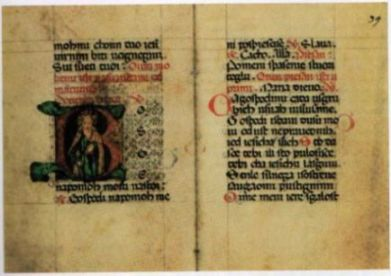
Libro di preghiere vaticano in lingua croata (1380-1400)

## Distribuzione geografica
Secondo Ethnologue, la lingua croata è parlata da circa 5,5 milioni di persone, di cui quasi 4 milioni in Croazia. La lingua è attestata anche negli stati confinanti di Bosnia ed Erzegovina (469 000 locutori), Slovenia (155 000) e Montenegro (1 618).
Il croato viene inoltre parlato come lingua minoritaria in tre comuni del Molise (Acquaviva Collecroce, Montemitro e San Felice del Molise) come croato molisano, in Austria (Croati del Burgenland) e in Voivodina (nella Bačka settentrionale e nella Sirmia).

### Lingua ufficiale
È lingua ufficiale in Croazia, in Bosnia ed Erzegovina e in Montenegro. È anche una delle lingue ufficiali dell'Unione europea.

### Dialetti e lingue derivate

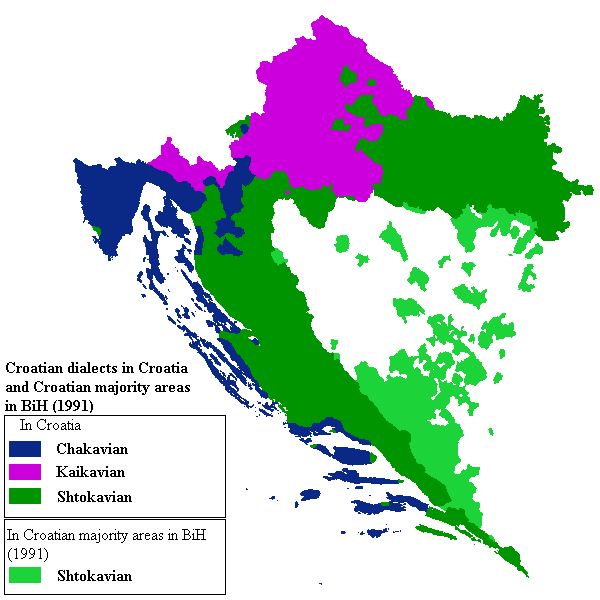
I dialetti del croato in Croazia e Bosnia-Erzegovina

I dialetti croati sono suddivisi in tre grandi gruppi, denominati secondo la forma del corrispondente pronome interrogativo "che"/"cosa" (ča, kaj, što):
1. ciacavo (čakavo) (Croazia costiera fino a Makarska nel sud, penisola d'Istria fino al fiume Kupa, maggior parte delle isole, Burgenland, mentre è poco comune nella Croazia interna), con forti influenze di italiano e veneto;
2. caicavo (kajkavo) (a nord della linea tra il Kupa e l'alto corso della Sava, Moslavina, pochi villaggi in Burgenland e in Ungheria meridionale);
3. stocavo (štokavo) (maggior parte della Croazia interna, costa da Makarska fino ad Antivari in Montenegro, Bosnia-Erzegovina, Bačka settentrionale, Ungheria meridionale, Janjevo in Kosovo, pochi villaggi nel Burgenland; viene parlato anche dai bosniaci, dai montenegrini e dai serbi settentrionali e occidentali).

Il dialetto croato del Burgenland è dotato di proprie norme ortografiche che si fondano, contrariamente alla lingua standard croata, prevalentemente sul dialetto ciacavo e ha anche sviluppato una propria terminologia specialistica.
C'è anche un altro dialetto parlato dai croati, il torlacco. I croati che parlano il torlacco vivono in villaggi della Romania (i krasovani). Questo dialetto viene anche parlato in notevole misura dai serbi orientali e meridionali e dai bulgari.
La lingua standard croata si basa sul dialetto stocavo con influssi caicavi e ciacavi.

## Classificazione
Secondo Ethnologue, la classificazione della lingua croata è la seguente:
- Lingue indoeuropee
  - Lingue slave
    - Lingue slave meridionali
      - Lingue slave sud-occidentali
        - Lingua croata

Secondo lo standard ISO 639 la lingua croata è un membro della macrolingua lingua serbo-croata (codice ISO 639-3 hbs).

## Storia

### Medioevo
Una lingua scritta croata cominciò a svilupparsi nel IX secolo parallelamente allo slavo antico, lingua nella quale si teneva la liturgia, in seguito cominciò a svilupparsi una lingua standard su base ciacava.
Una delle testimonianze scritte più significative di quest'epoca è la lapide di Bescanuova del 1100. Questa iscrizione su lastra di pietra trovata nella cappella romanica di Santa Lucia vicino alla cittadina di Bescanuova sull'isola di Veglia riporta un'iscrizione in alfabeto glagolitico. Viene descritta qui la sovranità del re croato Zvonimir come donatore della chiesa.
I testi medievali croati sono scritti in due alfabeti differenti: il glagolitico, il cirillico, ossia nella sua variante croata definita in alcune parti della Croazia e della Bosnia con i seguenti nomi Bosančica, Poljičica o Arvatica e l'alfabeto latino. A partire dal XVI secolo l'alfabeto latino si impone sempre più grazie alla chiesa cattolica.

### Jugoslavia
Si può affermare che, nella lingua standard, riferendosi a croato, serbo, montenegrino e bosniaco, si debba parlare dal punto di vista linguistico di una notevole somiglianza. Sono linguisticamente simili, ma non uguali, fermo restando che tutte e quattro nella loro forma attuale si fondano su base neoštokava. A tal proposito si consideri il contributo del prof. Roland Marti nell'ambito del secondo bollettino della slavistica tedesca dell'anno 1996. Egli, riferendosi alla problematica linguistica nell'ambito della "Jugoslavia" con particolare attenzione alla questione serbo/croata, parla di "lingue" e non di lingua: oltre a determinate divergenze fonetiche, lessicali e grammaticali, un diverso usus linguistico e differenti tradizioni letterarie caratterizzano e distinguono il croato dal serbo. Questo distinto sviluppo delle lingue letterarie vede una storia della letteratura croata e quindi anche della lingua standard a essa riferentesi, che a seconda dei periodi storici attinge a tutte e tre le varianti dialettali croate. Il dialetto stocavo, quello caicavo e quello ciacavo si avvicendano in maniera disomogenea sulla scena dell'uso letterario croato con una certa prevalenza in una fase antica del ciacavo. Al contrario, per parte serba si afferma una lingua letteraria e una relativa lingua standard che si mantengono salde nell'alveo del dialetto stocavo, con una tradizione facente riferimento alla liturgia ortodossa e quindi allo slavo antico, pur non trascurando contatti e apporti della tradizione croata in momenti storici successivi. Il bosniaco resta una realtà linguistica nell'ambito dello stocavo, la cui autonomia è fortemente rivendicata dalla componente musulmana bosniaca. Essa si sente radicata, rispetto a serbi e croati, in un entroterra storico e religioso diverso. Anche il montenegrino basa la sua struttura linguistica sullo stocavo, con diversi contributi da parte bosgnacca, croata e veneziana, andando a far legittimamente parte di una lingua standard nazionale.
Nell'ex Jugoslavia socialista esistevano la lingua croata (dal 1974 al 1990 sotto il nome ufficiale "lingua croata o serba") e la lingua serba (sotto il nome "lingua serbocroata", in documenti originali dell'AVNOJ come "lingua serba"), mentre la lingua bosniaca e la lingua montenegrina non erano inizialmente riconosciute. In Croazia la denominazione "croata o serba" non era mai usata nel linguaggio corrente, soltanto nei documenti ufficiali dal 1974 al 1990. Se ai tempi dell'esistenza della Jugoslavia si doveva considerare la vicinanza col serbo per definire il croato, l'espressione onnivalente e registrata sin dal 1974 nella costituzione croata utilizzata era "lingua croata o serba". La denominazione "serbocroato" (srpskohrvatski) aveva già da tempo una connotazione negativa in Croazia, perché simbolizzava la sottomissione della lingua croata (come "lingua regionale", "lingua meno valida") rispetto alla lingua serba, che era "la vera lingua dello Stato", "il simbolo dell'unità jugoslava".
Dall'indipendenza politica della Croazia la lingua standard croata venne ampiamente riconosciuta anche all'estero.
Tuttavia, secondo diversi linguisti, le lingue croata, serba, bosniaca e montenegrina continuano a essere la stessa lingua. L'università di Vienna, città in cui si è insediata una grande comunità di persone procedenti dai paesi dell'Ex-Jugoslavia, ha inserito nei propri piani di studi il serbo, il croato e il bosniaco come un'unica lingua, chiamandola BKS (Bosnisch-Kroatisch-Serbisch) e tenendo le lezioni senza fare distinzione di titolo tra le tre varianti.
La scienza che si occupa della lingua croata è la croatistica.

## Grammatica
Il croato possiede un sistema di declinazioni per i nomi definito in sette casi: oltre al nominativo, al genitivo, al dativo, al vocativo e all'accusativo che incontriamo pure in latino, vi sono anche lo strumentale e il locativo, due casi prettamente indoeuropei (ablativo latino). Vengono declinati nomi, aggettivi e pronomi, secondo casi corrispondenti alla posizione del termine nella frase, al significato che gli si vuole dare o alle preposizioni utilizzate.
I nomi prevedono tre generi: maschile, femminile e neutro. Generalmente i nomi terminanti in consonante sono da considerarsi maschili, quelli terminanti in "A" sono femminili (ma sono femminili anche alcuni nomi terminanti in "OST", riferiti a concetti astratti, e qualche raro termine che finisce in consonante), mentre quelli che terminano in "E" e "O" sono neutri.
I verbi risultano invece molto semplificati rispetto all'italiano. Nella grammatica croata insegnata nelle scuole non si distingue tra modi e tempi verbali, e ciò è dovuto a un'errata interpretazione della grammatica latina; pertanto vengono indicati come tempi l'infinito (terminanti generalmente con il suffisso -TI o -ĆI), il presente, il passato, il futuro, l'imperativo, il condizionale, una forma corrispondente al participio passato dell'italiano e una corrispondente al gerundio. Tuttavia a un'attenta analisi è possibile distinguere i modi verbali infinito, participio, gerundio, indicativo, condizionale, imperativo (esiste anche il congiuntivo che si costruisce con una perifrasi e non con l'aggiunta di una desinenza). Per quanto riguarda i tempi verbali si distinguono: futuro, futuro anteriore, presente, presente anteriore (usato come perfetto), imperfetto, imperfetto anteriore, perfetto, aoristo e piuccheperfetto.
La formazione del presente anteriore (perfekt) avviene utilizzando il tempo presente del verbo ausiliare BITI (essere), riportato in forma contratta, seguito dal participio passato del verbo; quella del futuro attraverso la coniugazione presente dell'altro verbo ausiliare HTJETI (volere), riportato in forma contratta, seguito dall'infinito del verbo; l'aoristo dell'ausiliare BITI forma la base per la coniugazione secondo questa forma degli altri verbi, facendolo seguire dal participio passato del verbo che si vuole porre al condizionale (ad esempio: "Ja bih učio", Io studierei, dove "bih" è la prima persona dell'aoristo di BITI, mentre "učio" è il participio passato del verbo "učiti", studiare).
Da notare che la radice del verbo non viene rilevata a partire dal tempo infinito, ma dalla coniugazione alla forma presente, motivo per cui un buon vocabolario di croato deve sempre riportare non solo il verbo all'infinito ma anche alla prima persona del presente.
Gli avverbi non vengono declinati e, in modo simile all'italiano, hanno spesso origine dalla declinazione secondo il genere neutro dell'aggettivo corrispondente.
Due curiosità: la lingua croata non prevede l'uso delle doppie, alcuni vocaboli con tale caratteristica sono termini importati da lingue straniere e nelle parole non ci sono dittonghi; le parole che foneticamente paiono averlo, hanno tra le due vocali la lettera "j" che dà così luogo a combinazioni quali "ija", "ijo", "ije", come ad esempio in "rijetko (raramente), "rijeka" (fiume), "mlijeko" (latte). Tale aspetto è una delle principali differenze rispetto al serbo dove viene omesso il gruppo "ij", dando luogo, per gli esempi citati, a "retko", "reka", "mleko". È importante notare che quest'ultima regola non si applica nel caso della coniugazione dei verbi, in particolare al participio passato (ad esempio "vidio", part. passato di "vidjeti", vedere).

## Sistema di scrittura
La lingua si scrive con i caratteri dell'alfabeto latino con l'aggiunta di segni diacritici particolari.
L'alfabeto croato ha 30 lettere:
a, b, c, č, ć, d, dž, đ, e, f, g, h, i, j, k, l, lj, m, n, nj, o, p, r, s, š, t, u, v, z, ž.
Le lettere q, w, x, y compaiono soltanto in prestiti stranieri. I digrammi dž, lj e nj vengono trattati come lettere singole nel loro rispettivo ordine alfabetico. Esiste solo un numero molto basso di parole nelle quali questi gruppi caratterizzano due suoni diversi e devono perciò essere trattati come due lettere diverse, in particolare parole composte come "izvanjezični" (izvan + jezični: extralinguistico) o "nadživjeti" (nad + živjeti: sopravvivere). In origine, l'alfabeto prevedeva anche il digramma dj, sostituito in seguito dal carattere đ.
Da notare che la "r" è considerata una semivocale e l'accento della parola può cadere su di essa. A livello fonetico può essere di aiuto pronunciare una specie di "e" molto stretta poco prima della "r". Tale trucco può essere di aiuto nella pronuncia di alcune parole formate da sole consonanti, come "Trst" (Trieste), "vrh" (cima), "smrt" (morte), "Uskrs" (Pasqua).
I segni speciali possono essere compilati con i seguenti caratteri:
| Č: | &#268; | č: | &#269; |
| Ć: | &#262; | ć: | &#263; |
| Đ: | &#272; | đ: | &#273; |
| Š: | &#352; | š: | &#353; |
| Ž: | &#381; | ž: | &#382; |